# ISO 690
ISO 690是国际标准化组织的一个有关标注引用文献方式的标准。它规定了参考文献遵循的格式，信息出现的顺序位置等。不过，其中所用的符号、文字风格则未被包含到此标准之中。
ISO 690的最新版本于2010年公布，能够覆盖所有类型的資訊资源，包括但不限于：专题论文、专利、 地图文献、电子资源、音乐、录音、照片等。